# Rabinal Achí
Il Rabinal Achí è un'opera teatrale di origine precolombiana scritta in lingua k'iche'.
L'opera viene rappresentata annualmente all'interno delle festività in onore di San Paolo che si tengono dal 12 al 25 gennaio nel centro abitato di Rabinal (dipartimento di Baja Verapaz), nella parte nordoccidentale del Guatemala. La tradizione della rappresentazione dell'opera è stata iscritta nel 2008 nella Lista rappresentativa del patrimonio culturale immateriale dell'umanità dell'UNESCO.

## Origini
Il titolo originale dell'opera è "Xajooj Tun" che significa "ballo delle trombe", la parola tun o tum identifica infatti delle trombe che nel testo dell'opera vengono descritte come "dal suono orribile". 
L'opera di autore ignoto risale presumibilmente al XIII secolo e fu regolarmente rappresentata dal XIII al XVII secolo tra le comunità maya achí, nel 1625 la Casa de Contratación ne proibì la rappresentazione, fino al 1865 venne quindi rappresentata clandestinamente.
Nel 1850 Bartolo Sis che era il custode della tradizione del Rabinal Achí ne trascrisse i dialoghi in lingua achí (una variante del k'iche'), pochi anni dopo, intorno al 1855, l'abate Charles Étienne Brasseur de Bourbourg trascrisse il testo in k'iche' e nel 1862 ne pubblicò a Parigi una traduzione in francese. Una nuova traduzione in francese venne fatta intorno al 1920 dall'epigrafista e americanista francese Georges Raynaud, quest'ultima venne poi usata per la traduzione in spagnolo effettuata nel 1930 dallo scrittore e poeta guatemalteco Luis Cardoza y Aragón. 
La prima trascrizione musicale si deve a Nicolás Colash López y Vicente Tecú, la loro fu la prima trascrizione di musica indigena in assoluto.

## Trama
L'opera è divisa in quattro atti e prevede un gran numero di attori e comparse anche se i protagonisti parlanti sono solo cinque. Attori e protagonisti indossano costumi colorati e maschere tradizionali, la rappresentazione è accompagnata da musica di trombe e tamburi e da danze.
I protagonisti principali sono l'uomo di Rabinal, un guerriero al servizio del signore dei cinque tuoni (Ajaw Job’ Toj) che domina il regno Rabinal dall'alto della sua fortezza e Cawek degli uomini delle foreste (Kaweq K’eche Winaq) un guerriero di lignaggio reale del regno Quiché che è catturato dall'uomo di Rabinal.
La trama, incentrata sulla lotta di potere tra i due regni rivali, si sviluppa descrivendo progressivamente le azioni del guerriero prigioniero, pur riconoscendone il valore e l'eroismo alla fine viene condannato a morte, l'esecuzione è parte della rappresentazione.

## Elementi di rischio
Il Rabinal Achí subì nel tempo diversi adattamenti sia a causa dell'influenza delle opere europee giunte in Sudamerica sia a causa della censura, nel tempo furono stemperati i riferimenti religiosi più evidenti tra i quali il sacrificio umano dell'invasore tipico della civiltà Maya che nell'opera viene delegato al giaguaro e all'aquila, guardiani ma anche forze spirituali del regno del signore dei cinque tuoni.
L'UNESCO individua tra i rischi attuali sia le condizioni di povertà in cui versa l'area sia la possibile tendenza ad un'eccessiva spettacolarizzazione dell'evento.